# Fred Haslam (programmeur)
Fred Haslam est un ingénieur spécialisé en logiciel et en appareil mobile ayant travaillé pour eBay depuis janvier 2011. En travaillant à Maxis de 1989 à 1994, il a été le principal développeur de SimEarth et SimCity 2000 avec Will Wright.
Haslam et sa famille ont déménagé à Vancouver, (Washington) en 2004. En 2006, il obtient un baccalauréat en sciences de l'informatique. Il est le fils de l'écrivain Gerald Haslam.